# Хонорий III
Хонорий III е римски папа със силно религиозен характер и прагматичен ум, продължител на политиката на предшественика му Инокентий III за утвърждаване на папската курия като водеща политическа сила в Европа. Признава т.нар. просешки ордени – Доминикански, Францискански и Кармелитски.

## Биография
Хонорий III е роден през 1148 г. под светското име Сенси Савели и е отлично образован в каноническо право в Болоня. Преминава през стълбицата на папската институция, като започва от каноник на „Св. Мария Велика“, през 1188 г. става папски камериер, през 1193 г. – кардинал-дякон, наставник на император Фридрих II през 1197 г. и кардинал-духовник през 1200 г. Избран е единодушно на апостолическия престол и е ръкоположен в Перуджа на 24 юли 1216 г.

## Църковна дейност
Хонорий III е автор на много произведения още преди да е ръкоположен за папа. Негови са една колекция на папски декреталии, животоописание на Григорий VII, един трактат върху римския ред и мястото на курията в политическата карта на Европа. Хонорий III е продължител на политиката на Инокентий III, на когото служи като помощник за кратко преди началото на своя понтификат. Понтификатът на Хонорий III е важен момент в борбата на католическата църква срещу ересите. В това отношение той полага изключителни усилия за предпазване на католическата църква от грозящото я разложение по времето на Четвъртия латерански събор. На този събор, който набелязва основните мерки за борба срещу катарите, албигойците и валденсите, Хонорий III взима дейно участие като кардинал. Освен решението, че светската власт трябва да е функция на църковната в борбата срещу ересите, се променя и самата линия на папската власт, която дотогава се бори с ересите само с груби методи. Папската курия решава, че трябва да се търсят по-гъвкави и по-прикрити методи на борба чрез намиране на начин за контрол върху духовния живот на обикновените хора, лаиците, към които се причисляват широките маси на еретиците. Така назрява идеята, че проблемите на католическата църква с еретиците може да се решат посредством една църковна реформа, която е конкретизирана и осъществена на практика от папа Хонорий III.
Най-важната мярка през понтификата му е признанието и санкционирането на новите просешки ордени – Доминикански, Францискански и Кармелитски, въпреки забраната на Четвъртия Латерански вселенски събор. Решението да се основат ордени, които по своята структура и външна организация да наподобяват организацията на еретическите църкви, е едно сполучливо за времето си начинание на църквата. Особеност на тези ордени е увеличаването на вярващите чрез приемането и на светски лица и фокусирането върху благочестието, благонравието и благоразумието. Тези просешки ордени променят взаимоотношението между Бог и вярващ и поставят основите на индивидуализма и хуманизма, основа за Ренесанса в Италия. Така още по време на или малко след Четвъртия латерански събор кардинал Цинцио Савели и папа Инокентий III се срещат в Рим с Доменико де Гузман, който по това време е основал само едно духовно братство. Непосредствено след приемането на апостолическия престол от папа Хонорий III, на 10 април 1216 г. Доменико де Гузман и братството му се установяват в църквата „Св. Ромен“ в Тулуза и издигат като основна програма на своето братство проповедта срещу албигойците.
Папа Хонорий III проявява изключителна активност и по отношение на пряката борба срещу еретиците по линията на кръстоносните походи. През 1218 г. той продължил кръстоносния поход срещу албигойците, проблемът с които в Южна Франция е решен окончателно през 1220 г. По инициатива на Хонорий III се водят усилени борби за изкореняване на ересите в Унгария, Испания, Гърция, Бохемия и Скандинавия. Папа Хонорий III проявява изключително упорита борба и против патарените и богомилите в Сърбия, Босна и дори в България, като изпраща доминиканци и францисканци за потискане на еретиците и организиране на кръстоносни походи срещу тях.

## Политическа дейност
- Още през 1217 г. се застъпва за Хенри III срещу бароните, коронова и константинополския император Пиер дьо Куртене.
- На 22 ноември 1220 г. коронова ученика си Фридрих II за император след клетвата на последния, че ще пази правата на Църквата и ще поеме кръста за пети кръстоносен поход.
- През 1221 г. служи за арбитър при спора между Филип II Август и Джакопо Арагонски за кралство Навара.
- През 1223 г. се застъпва за правата на Бохемската църква срещу пратениците на Майнцкото архиепископство.